# Coruña del Conde
Coruña del Conde ist eine Gemeinde (municipio) mit 100 Einwohnern (Stand: 2024) in der spanischen Provinz Burgos in der autonomen Region Kastilien-León. Der Ort gehört zur bevölkerungsarmen Serranía Celtibérica; er ist eine Station am Camino del Cid und wurde zum Nationalen Kulturgut (Bien de Interés Cultural) in der Kategorie Conjunto histórico-artístico erklärt.

## Lage und Klima
Coruña del Conde liegt auf dem Nordufer des Río Arandilla in einer Höhe von etwa 900 m. Der nächstgrößere Ort, Peñaranda de Duero, ist etwa 12 km (Fahrtstrecke) in südwestlicher Richtung entfernt. Die Provinzhauptstadt Burgos liegt gut 90 km in nördlicher Richtung. Die Ausgrabungsstätte der Römerstadt Clunia befindet sich etwa 3 km nordöstlich. Das Klima ist gemäßigt bis warm; der eher spärliche Regen (ca. 495 mm/Jahr) fällt – mit Ausnahme der Sommermonate – übers Jahr verteilt.

## Bevölkerungsentwicklung
| Jahr      | 1857 | 1900 | 1950 | 2000 | 2017 |
| Einwohner | 564  | 540  | 493  | 173  | 120  |

Infolge der Mechanisierung der Landwirtschaft sowie der Aufgabe von bäuerlichen Kleinbetrieben und des daraus resultierenden geringeren Arbeitskräftebedarfs ist die Zahl der Einwohner seit der Mitte des 20. Jahrhunderts stark rückläufig.

## Wirtschaft
Der kleine Ort war und ist in hohem Maße von der Landwirtschaft geprägt (Weizen und Gerste, aber auch Wein und Honigmelonen). Seit  der Mitte des 20. Jahrhunderts ist der Tourismus eine wichtige Einnahmequelle der Gemeinde.

## Geschichte

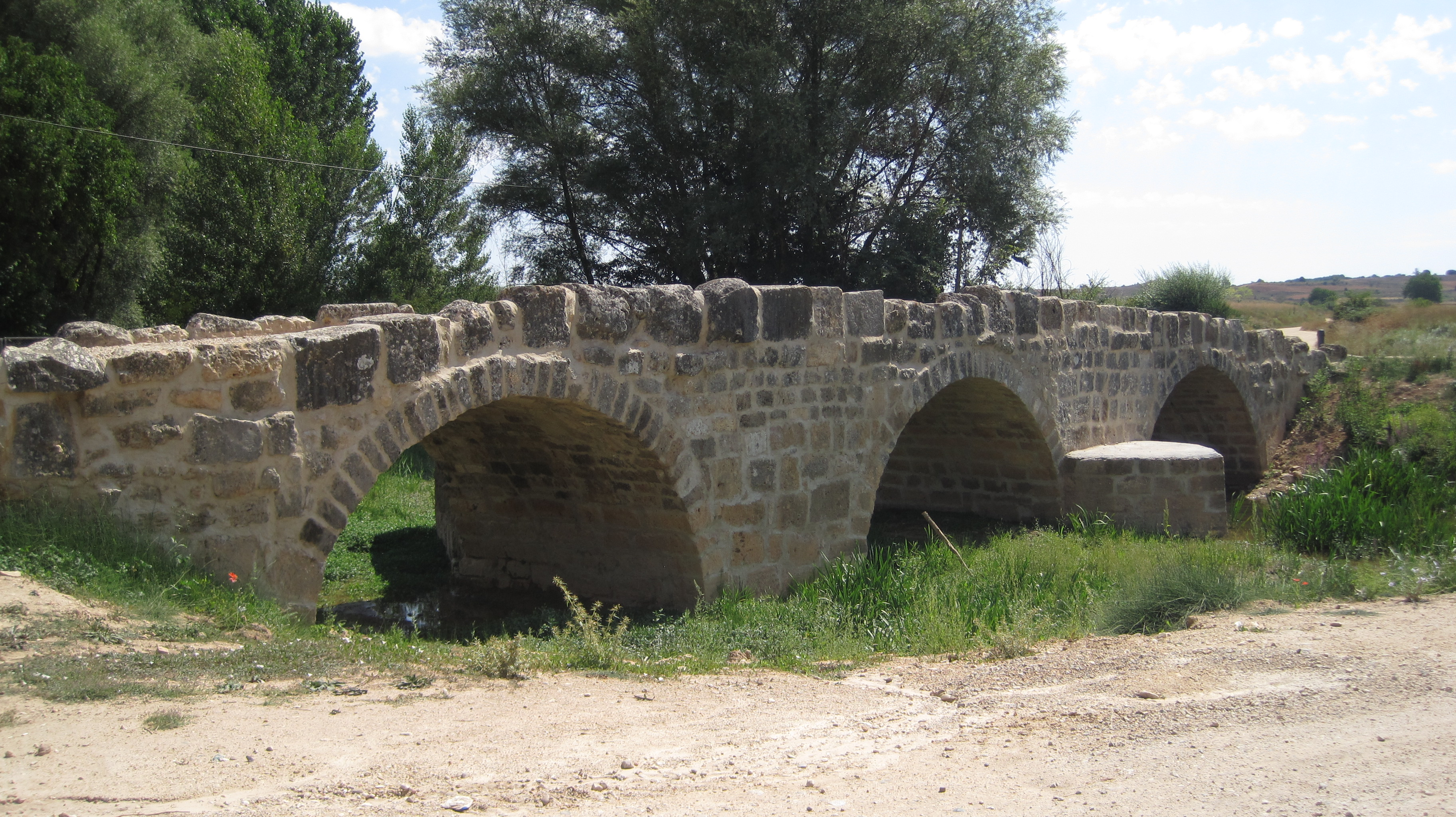
Puente Romano

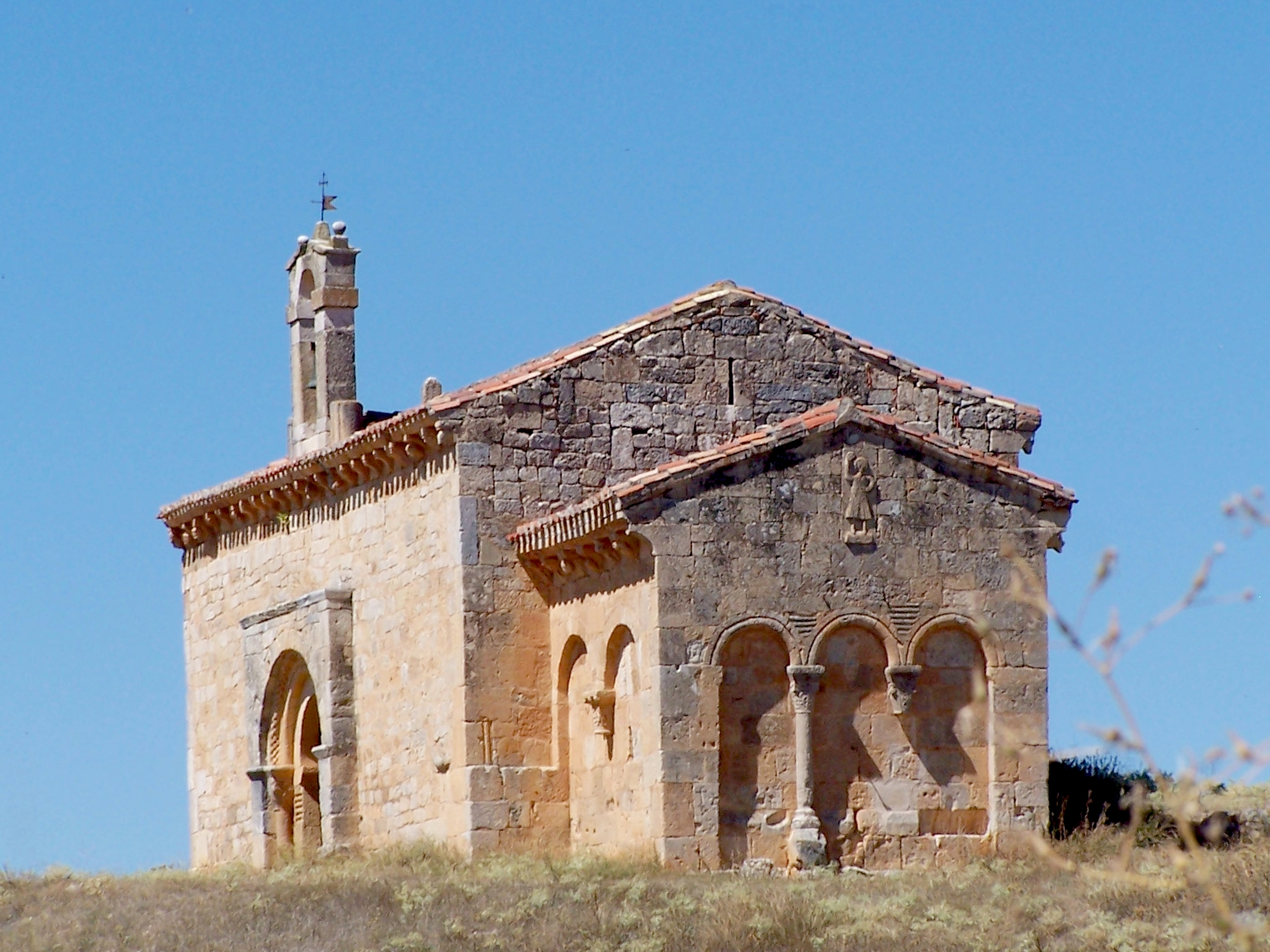
Ermita Santo Cristo de San Sabastián

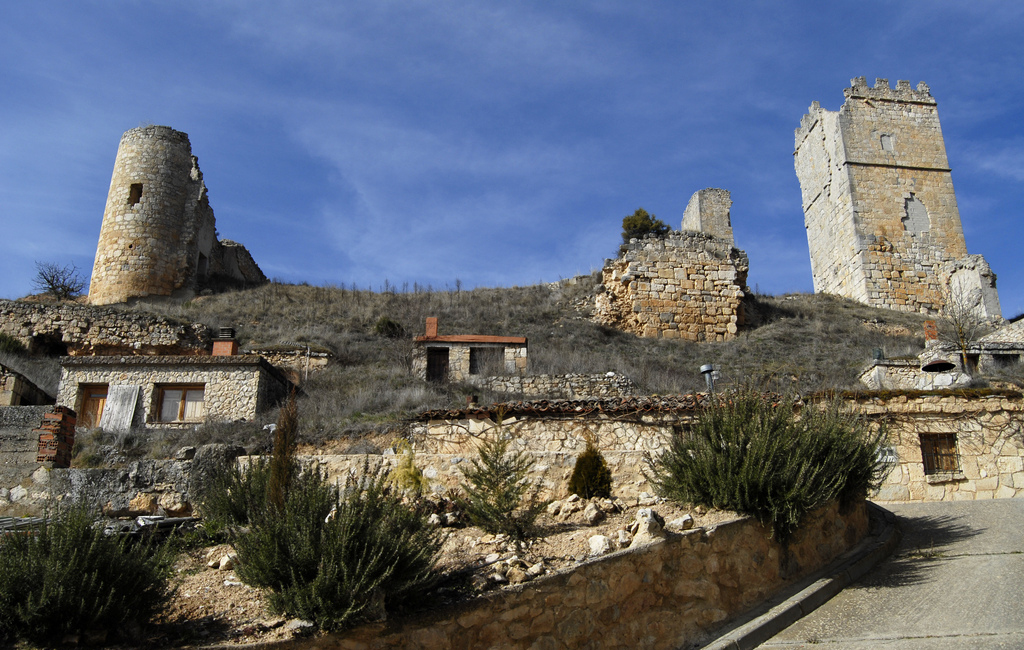
Castillo und bodegas

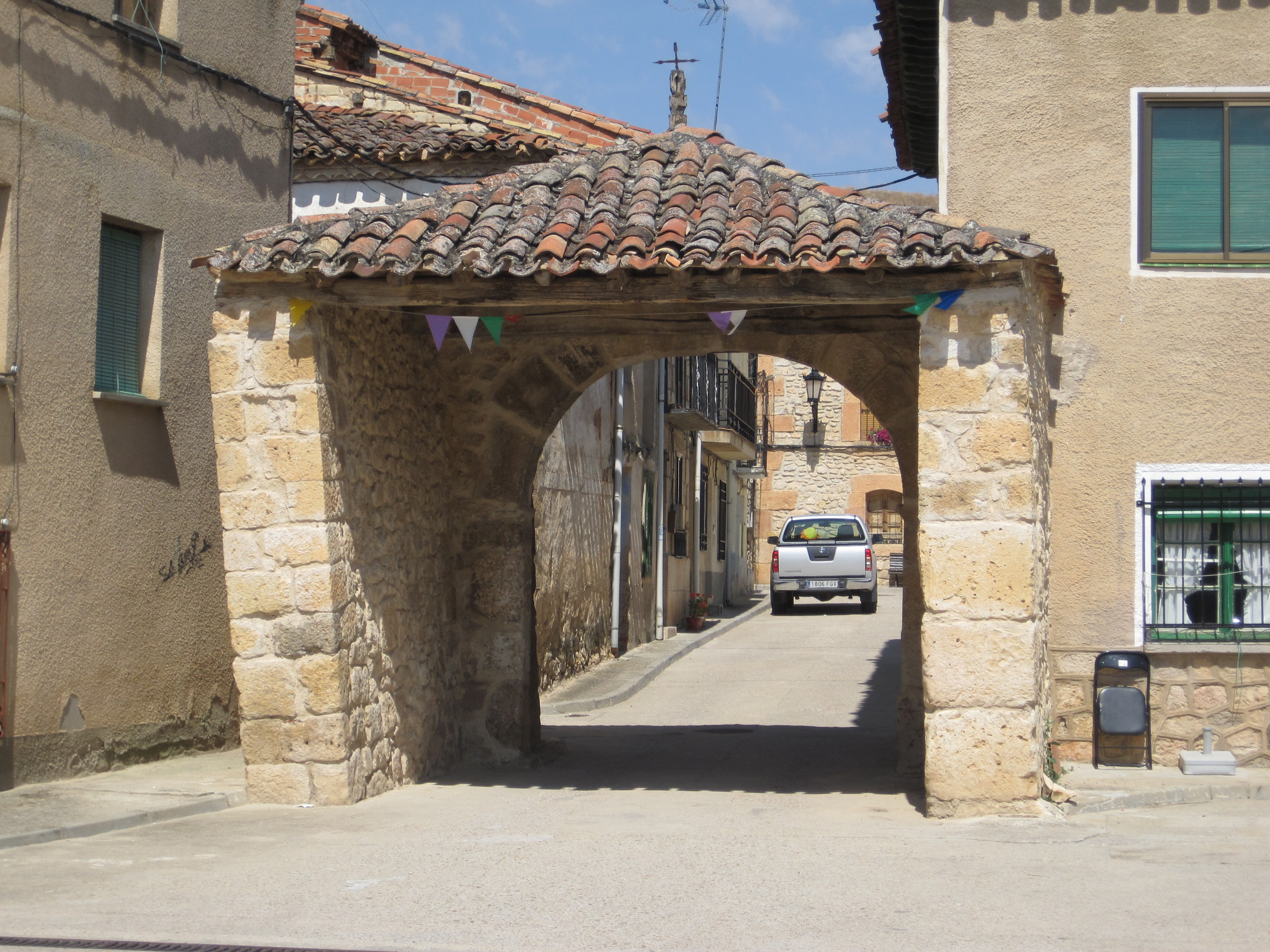
Puerta de la Muralla

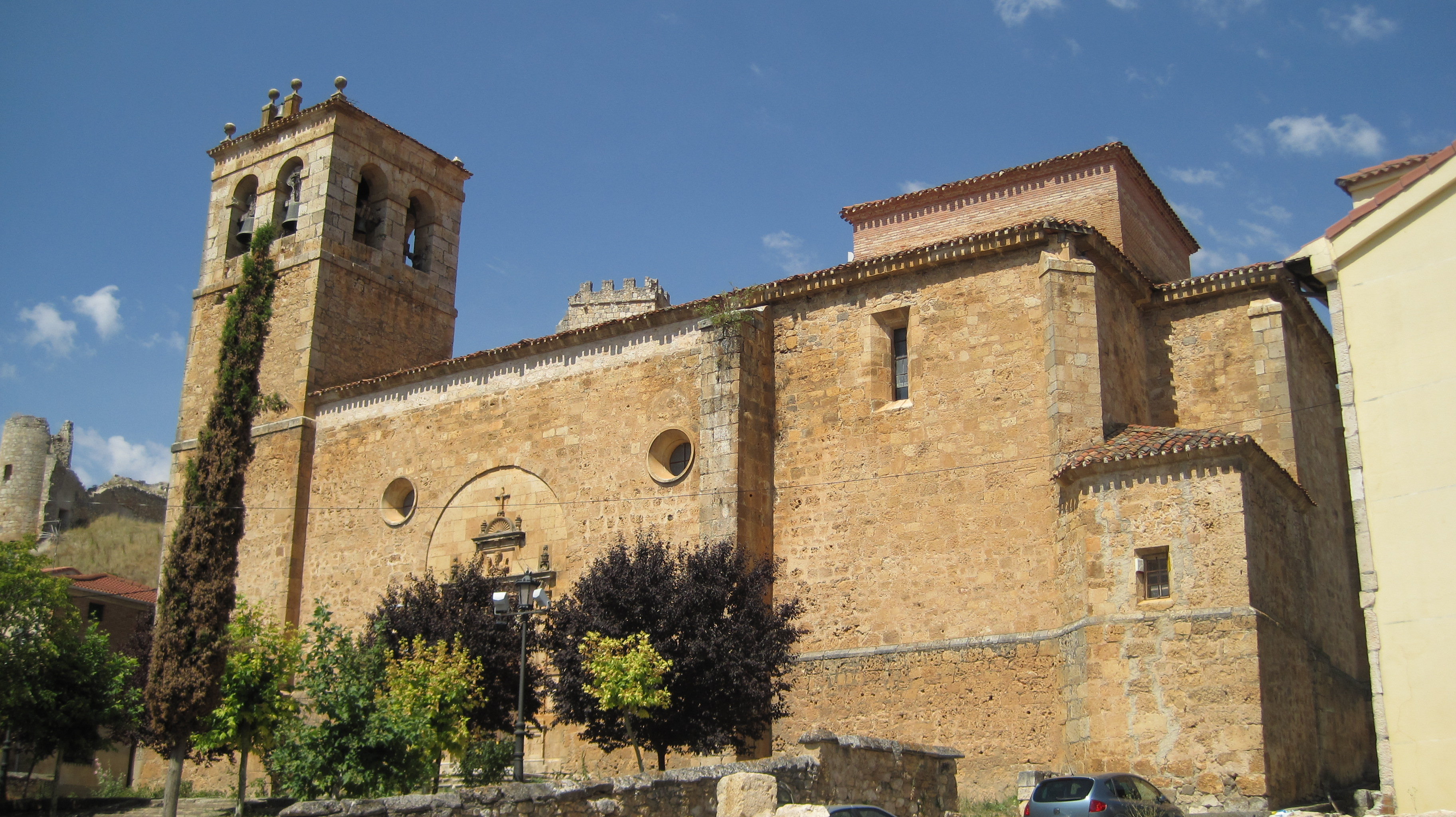
Iglesia San Martín

Bereits in vorrömischer Zeit war die Gegend um Coruña del Conde von keltiberischen Stammesgruppen der Arevaker besiedelt. In unmittelbarer Nähe des Ortes liegt die alte Römerstadt Clunia, der einst eine große Bedeutung im Rahmen der Romanisierung des Nordens der Iberischen Halbinsel zukam. Aus westgotischer Zeit existiert eine Nekropole bei Hinojar del Rey. Das islamische Vordringen löste eine Entvölkerung der Gegend aus, die erst nach der erfolgreichen Rückeroberung (reconquista) im 10. und 11. Jahrhundert wieder rückgängig gemacht wurde (repoblación). Der Ort Coruña selbst entstand wohl zu Beginn des 10. Jahrhunderts zunächst als Burg, die jedoch bereits wenige Jahre später (920) von Abd ar-Rahman III. eingenommen wurde. Ende des 10. Jahrhunderts startete Almansor von hier aus einen Feldzug, der ihn bis nach San Millán de la Cogolla führte, das er als Basis für weitere Feldzüge ausbaute. Auf dem Rückweg von einem seiner Raubzüge fand er in der – möglicherweise erfundenen – Schlacht von Calatañazor (1002) den Tod. In der Folgezeit siedelten sich erneut Christen zu Füßen der Burg von Coruña an und nach dem Ende der islamischen Vorstöße und der Eroberung Toledos (1085) bildete der Duero die Grenze zwischen der christlichen und der islamischen Einflusssphäre.
In den Jahren 1080 und 1081 soll El Cid hier vorbeigeritten sein und im Jahre 1128 nahm der Ritterorden vom Heiligen Grab zu Jerusalem den Ort unter seine Kontrolle. Im 14. Jahrhundert richtete Alfons XI. von Kastilien hier eine Grundherrschaft (señorio) ein, die jedoch kurze Zeit später von Heinrich II. wieder einkassiert wurde. Schließlich erhob Heinrich IV. von Kastilien den Ort und sein Umland zur Grafschaft (condado) und übergab es dem Haus Mendoza – seit dieser Zeit heißt der Ort Coruña del Conde.

## Sehenswürdigkeiten
- Die Ruinen der Römerstadt Clunia befinden sich etwa 3 km nordöstlich; von dort wurden viele Steine (Spolien) zum Bau der mittelalterlichen Burg, der Stadtmauer, der Brücken sowie der Kirche und der Häuser herbeitransportiert.
- Zwei dreibogige Steinbrücken, die als Römerbrücken ( puentes romanos) bezeichnet werden, überspannen den Río Arandilla. Sie wurden jedoch in mittelalterlicher Zeit (um)gebaut.
- Möglicherweise westgotische Ursprünge hat die rechteckige Apsis der Kapelle Santo Cristo de San Sebastián. Einige Steine stammen mit Sicherheit aus der Römerstadt Clunia, doch das aufgehende Bruchsteinmauerwerk des Kirchenschiffs mitsamt seinem romanischen Südportal, über welchem sich ein Glockengiebel (espadaña) erhebt, und die Konsolen- und Klötzchenfriese unterhalb der Dachtraufen sind eindeutig mittelalterlich. Nicht zu identifizieren ist eine Figur unterhalb des Giebels der Ostwand der Apsis, die ihre rechte Hand zum Gruß (oder zum Segen?) erhoben und die linke Hand in die Hüfte gestemmt hat – auch sie stammt aus dem Mittelalter. Das Innere der Apsis ist tonnengewölbt; das Kirchenschiff (nave) hat hingegen einen offenen hölzernen Dachstuhl.
- Die Geschichte der weitgehend ruinierten Burg (castillo) reicht bis ins 10. Jahrhundert zurück. Die heute sichtbaren Teile sind der  Bergfried (torre del homenaje) und die Torburg; sie stammen aus dem 15. Jahrhundert.
- Gegenüber einer der Brücken steht ein unscheinbares Stadttor (puerta de la muralla), das teilweise mit Steinen von Clunia erbaut wurde.
- Auf dem Hauptplatz (Plaza Mayor) steht eine Gerichtssäule (rollo) aus dem 15. oder 16. Jahrhundert.
- Die Kirche San Martín wurde im 16. Jahrhundert erbaut. In ihren Außenwänden finden sich mehrere reliefierte Steine aus Clunia (Spolien). Im Innern befindet sich eine Kopie des Flugapparates aus Holz und Federn, mit welchem der Flugpionier Diego Marín Aguilera im Mai 1793, von der Burgruine aus startend, immerhin die Distanz von ca. 360 m geflogen sein soll.

## Persönlichkeiten
- Agustín Gormaz Velasco (1508–1589), Augustinermönch, spielte eine bedeutende Rolle bei der Christianisierung und Kolonisierung Mittel- und Südamerikas.
- Diego Marín Aguilera (1757–1799), Ingenieur und Pionier der Aeronautik